# Pueblo kalinga

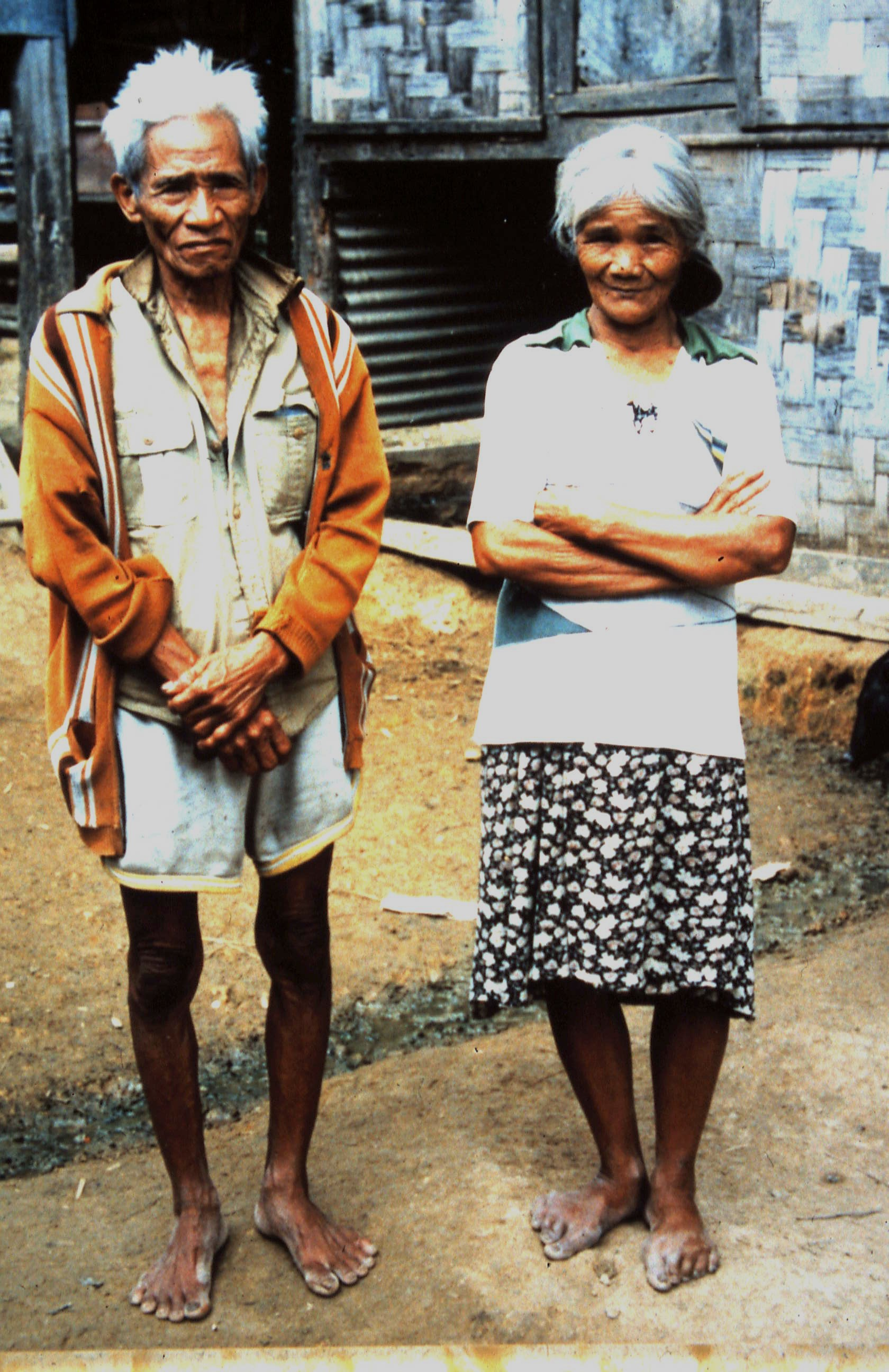
Pareja Kalinga.

La tribu Kalinga (conocida como los Cazadores de Cabezas), se sitúa en la provincia del norte de Filipinas en la provincia de Kalinga al norte de la isla de Luzón, en el diminuto pueblo de Buscalan.

## Historia
La tribu Kalinga tiene un pasado guerrero que ha perdurado más de mil años. Han logrado mantener algunas de sus tradiciones, a pesar de las interferencias exteriores.
Conocidos como los Headhunters (Cazadores de cabezas), está tribu es conocida por la decapitación de los enemigos. En un rito ancestral, los enemigos capturados eran decapitados y las cabezas de susodichos enemigos eran paseadas por los vencedores como muestra de superioridad y poder y con la intención de asustar a los posible atacantes.

## Tradiciones
De las pocas tradiciones que se recuerdan, destaca las duras pruebas que realizaban los Kalinga cuando se acercaban a las edad Sabia (30 años).
Para demostrar que se podía pertenecer al grupo de los sabios, era necesario superar 30 duras pruebas, estás pruebas eran determinadas por el grupo de los “Kalinga sabios”. Y el/la aspirante las realizaba los días próximos a su 30ª cumpleaños.
La tribu también es conocida por los tatuajes que llevan tanto hombres como mujeres y que principalmente son grabados para premiar la valentía.